# Paul Feig
Paul Feig (Royal Oak, Míchigan, 17 de septiembre de 1962) es un director, guionista y productor estadounidense de cine y televisión. Candidato a cuatro Premios Emmy. Conocido por dirigir la serie Mad Men y dirigir la comedia Bridesmaids (2011). También ha dirigido, escrito y producido algunos episodios de las series de televisión The Office entre 2008 y 2009; y Freaks and Geeks entre 1999 y 2000.

## Biografía
Paul Feig nació el 17 de septiembre de 1962 en Roayl Oak, Michigan, Estados Unidos y creció en Mt. Clemens. Se graduó en 1980 en Chippewa Valley High School. Trabajó como guía turístico en los Estudios Universal. Se graduó en la USC School of Cinema - Television en 1984. En 2001 contrajo matrimonio con Laurie Karon.

### Carrera
La carrera como actor de Paul Feig empezó en 1986 en la serie de televisión The Facts of Life en la que interpretó a Ron en un episodio. Posteriormente entre 1988 y 1989 dio vida a Norman Bryant en Dirty Dancing, ficción televisiva basada en la película de título homónimo protagonizada por Patrick Swayze y Jennifer Grey. En los años siguientes participó en numerosas series como The Edge (1992), Roseanne (1993) o Sabrina, the Teenage Witch (1996), en esta última encarnando a Mr. Eugene Pool. En 1997 también participó en un capítulo de Ellen, serie protagonizada por Ellen DeGeneres. También apareció brevemente e incluso sin acreditar en películas como The Naked Gun 33⅓: The Final Insult (1994), Knocked Up (2007) o Bad Teacher (2011), en la que aparecía Cameron Diaz. 
A principios de los años 2000 dirigió numerosos episodios para series de televisión como Freaks and Geeks (2000), que también produjo y escribió y por la que recibió su primera nominación a un premio Emmy, Arrested Development (2004) -protagonizada por Jason Bateman-, Weeds (2005), Rockefeller Plaza (2007) -protagonizada por Tina Fey y Alec Baldwin-, Mad Men (2007), Nurse Jackie (2009) o The Office (2011), ejerciendo también como productor en estas dos últimas producciones, por las que recibió dos candidaturas a los Premios Emmy.
En 2011 dirigió la comedia Bridesmaids en cuyo reparto estaban Kristen Wiig, Rose Byrne y Melissa McCarthy. La cinta fue un éxito de taquilla con 288 millones de dólares y recibió dos candidaturas a los Premios Óscar, en las categorías de mejor actriz de reparto (para Melissa McCarthy) y mejor guion original. Asimismo fue candidata en los Premios BAFTA en las mismas categorías, y fue nominada a los Globos de Oro como mejor película - comedia o musical. Colin Covert la definió como "desternillantemente divertida, una sucesión adrenalínica de gags de slapstick e histeria verbal".
Dirigió la comedia Wish List (2013), cuyo reparto está encabezado por Reese Witherspoon, y la comedia policíaca, The Heat, protagonizada por Sandra Bullock y Melissa McCarthy.
En 2017 hizo un cameo interpretándose a sí mismo en la comedia 9JKL.
En 2018 dirigió la comedia negra Un pequeño favor, con Anna Kendrick y Blake Lively.

## Filmografía parcial
| Año  | Película                                     | Notas                                 |
| ---- | -------------------------------------------- | ------------------------------------- |
| 2024 | Jackpot!!                                    | Director y guionista                  |
| 2019 | Last Christmas                               | Director                              |
| 2019 | Someone Great                                | Productor                             |
| 2018 | Un pequeño favor                             | Director                              |
| 2016 | Cazafantasmas                                | Director                              |
| 2016 | Spy                                          | Director                              |
| 2015 | Snoopy & Charlie Brown: Peanuts, La Película | Productor                             |
| 2013 | Wish List                                    | Director                              |
| 2013 | The Heat                                     | Productor y director                  |
| 2011 | Bridesmaids                                  | Productor y director                  |
| 2010 | Nurse Jackie (TV)                            | Productor y director                  |
| 2008 | The Office (TV)                              | Productor y director                  |
| 2007 | Weeds (TV)                                   | Director                              |
| 2007 | Mad Men (TV)                                 | Director                              |
| 2007 | Rockefeller Plaza (TV)                       | Director                              |
| 2006 | Unaccompanied Minors                         | Director                              |
| 2005 | Arrested Development (TV)                    | Director                              |
| 1999 | Freaks and Geeks (TV)                        | Director, guionista y productor.      |
| 1997 | Sabrina, the Teenage Witch (TV)              | Personaje recurrente, serie de TV CBS |
| 1993 | Roseanne (TV)                                |                                       |

## Premios
Premios Emmy
| Año  | Categoría                         | Serie            | Resultado |
| ---- | --------------------------------- | ---------------- | --------- |
| 2009 | Mejor serie de comedia            | The Office       | Candidato |
| 2008 | Mejor director - Serie de comedia | The Office       | Candidato |
| 2001 | Mejor guion - Serie de comedia    | Freaks and Geeks | Candidato |
| 2000 | Mejor guion - Serie de comedia    | Freaks and Geeks | Candidato |